# Michel Frutschi
Michel Frutschi (Genève, 6 januari 1953 - Le Mans, 3 april 1983) was een Zwitsers motorcoureur. Zijn beste seizoen was dat van 1979, toen hij vijfde werd in het wereldkampioenschap in de 350cc-klasse en tweede in het wereldkampioenschap Formule 750. 
In het seizoen 1982 won hij de 500cc-klasse van de Franse Grand Prix. 

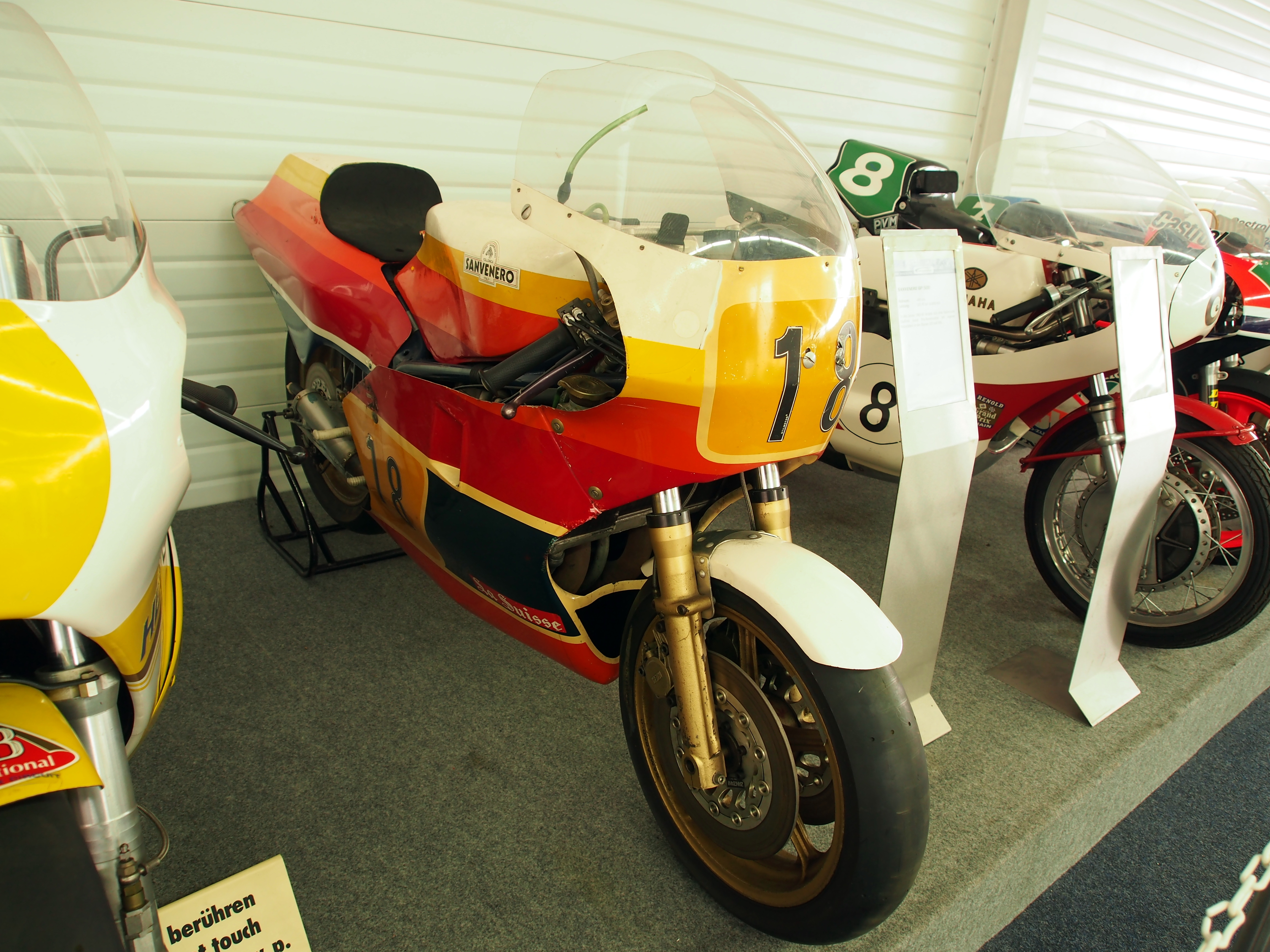
Sanvenero 500 GP

## Carrière
Michel Frutschi kwam in eerste instantie aan de start in enduranceraces, waarin hij samen met de Fransman Jean-François Baldé met Kawasaki's reed en later met Bernard Fau voor Honda.
In het seizoen 1977 debuteerde Frutschi als privérijder in het wereldkampioenschap wegrace. In de 250cc-klasse werd hij in zijn eerste Grand Prix al elfde, maar hij scoorde geen punten. In de 350cc-klasse werd hij zevende in de Britse Grand Prix.
In het seizoen 1978 kwam hij in het WK niet vaak aan de start. In de Formule 750 eindigde hij als zestiende.
In het seizoen 1979 concentreerde hij zich volledig op de 350cc-klasse en de Formule 750. In het WK 350cc scoorde hij in alle wedstrijden waarin hij finishte ook punten en aan het einde van het seizoen was hij vijfde in de totaalstand. In de Formule 750 won hij manches op het Circuit Paul Ricard, Mosport Park en het Automotodrom Grobnik. Hij werd in de eindstand tweede achter Patrick Pons.
In het 1980 reed hij in de 500 cc-klasse met een Yamaha TZ 500, die grote stuurproblemen had. Het ELF-team van Frutschi was het eerste dat deze problemen oploste door een compleet nieuw frame te bouwen, maar toen was het seizoen al op de helft en Michel Frutschi scoorde geen punten meer.
In het seizoen 1981 werd hij vijfde in de Duitse GP, maar tijdens de training van de GP des Nations brak hij een enkel, waardoor hij een aantal races moest overslaan.
In het seizoen 1982 werd hij de enige 500cc-fabriekscoureur van het team Sanvenero, dat ook in de 125cc-klasse met vier machines aan de start kwam. Het team had daarmee wel veel hooi op haar vork genomen. De 125cc-coureurs konden goed presteren, maar een 500cc-machine bouwen zonder behoorlijke financiële onderbouwing was onmogelijk. Toch won Michel Frutschi met de Sanvenero zijn enige Grand Prix, maar dat was de Grand Prix van Frankrijk, die vanwege het gevaarlijke circuit van Nogaro door alle grote fabrieksteams en veel privérijders geboycot werd. Alleen Sanvenero en Morbidelli brachten hun fabrieksracers aan de start. Frutschi hechtte kennelijk ook niet veel waarde aan het WK, want hij liet de Britse Grand Prix schieten om voor Honda samen met Bernard Fau in de 8 uren van Suzuka aan te treden, waar ze zesde werden.

## Overlijden
In het seizoen 1983 startte Michel Frutschi weer als privérijder met zijn Yamaha TZ 500, intussen een kansloze machine die verder alleen nog door Steve Parrish werd gebruikt. Tijdens de Franse Grand Prix op het Circuit Bugatti kwam hij ten val, waarbij hij een paal van de afrastering raakte. Hij werd bewusteloos afgevoerd naar het ziekenhuis van Le Mans, waar hij die avond overleed.

## Wereldkampioenschap wegrace resultaten
(Races in cursief geven de snelste ronde aan)
| Jaar | Klasse | Team      | Motorfiets       | 1       | 2       | 3       | 4       | 5       | 6       | 7       | 8       | 9       | 10      | 11      | 12     | 13      | 14     | Punten | Plaats | Overwinningen |
| ---- | ------ | --------- | ---------------- | ------- | ------- | ------- | ------- | ------- | ------- | ------- | ------- | ------- | ------- | ------- | ------ | ------- | ------ | ------ | ------ | ------------- |
| 1977 | 250 cc | Privé     | Yamaha           | VEN -   |         | DUI 11  | NAT 13  | SPA 15  | FRA DNF | JOE -   | NED 18  | BEL DNQ | ZWE -   | FIN DNF | TSL -  | GBR 12  |        | 0      | -      | 0             |
| 1977 | 350 cc | Privé     | Yamaha           | VEN -   | OOS -   | DUI -   | NAT 11  | SPA DNF | FRA DNF | JOE -   | NED -   |         | ZWE -   | FIN 11  | TSL -  | GBR 7   |        | 4      | 29e    | 0             |
| 1978 | 350 cc | Privé     | Yamaha           | VEN -   |         | OOS 15  | FRA 16  | NAT -   | NED -   |         | ZWE 15  | FIN 12  | GBR DNF | DUI -   | TSL -  | JOE -   |        | 0      | -      | 0             |
| 1978 | 500 cc | Privé     | Yamaha           | VEN -   | SPA -   | OOS -   | FRA -   | NAT -   | NED -   | BEL -   | ZWE -   | FIN -   | GBR -   | DUI DNF |        |         |        | 0      | -      | 0             |
| 1979 | 350 cc | Privé     | Yamaha           | VEN -   | OOS 4   | DUI 3   | NAT DNQ | SPA 3   | JOE 8   | NED 5   |         |         | FIN -   | GBR 4   | TSL 9  | FRA DNF |        | 47     | 5e     | 0             |
| 1980 | 500 cc | Privé     | Yamaha           |         |         | NAT DNF | SPA 9   | FRA 22  |         | NED DNF | BEL DNQ |         | FIN 18  | GBR DNF |        | DUI DNF |        | 2      | 20e    | 0             |
| 1981 | 500 cc | Privé     | Yamaha           |         | OOS DNF | DUI 5   | NAT DNS | FRA -   |         | JOE -   | NED 16  | BEL 23  | SMR 16  | GBR DNF | FIN 11 | ZWE DNF |        | 6      | 17e    | 0             |
| 1982 | 500 cc | Sanvenero | Sanvenero 500 GP | ARG 16  | OOS DNF | FRA 1   | SPA DNF | NAT DNF | NED 19  | BEL 9   | JOE DNF | GBR -   | ZWE 12  |         |        | SMR DNF | DUI 11 | 17     | 14e    | 1             |
| 1983 | 500 cc | Privé     | Yamaha           | ZAF DNF | FRA (†) |         |         |         |         |         |         |         |         |         |        |         |        | 0      | -      | 0             |